# “SMILING” 〜THE BEST OF NORIYUKI MAKIHARA〜
『“SMILING” 〜THE BEST OF NORIYUKI MAKIHARA〜』（スマイリング・ザ・ベスト・オブ・ノリユキ・マキハラ）は、槇原敬之初のベスト・アルバム。1997年5月10日にワーナーミュージック・ジャパンより発売。

## 解説
ミリオンセラーとなった2枚のシングルを含む初のベスト・アルバム。
既発8cmシングル13曲とアルバム収録曲人気曲3曲を加えた全16曲。初回出荷分のみ特製パッケージ仕様で別冊ブックレット封入。アートワークは青色をイメージ・カラー。本ベストは今秋、翌年春とシリーズ化、パート3まで制作。
1998年11月26日に3枚のCD-BOX『SMILING BOX 〜THE BEST OF NORIYUKI MAKIHARA〜』が発売。本ベスト・アルバムは『PHARMACY』以来、2年半振りにカセットテープでも発売（規格品番:WPT2-7609）。なお、槇原の作品でのカセットテープ化は、2021年時点で本作が最後。

## 収録曲
- 全曲作詞・作曲: 槇原敬之

1. No.1 (4:50)
8thシングル（1993/9/1）。KDD「ゼロゼロイチバン」CMソング。
2. どんなときも。 (5:04)
3rdシングル（1991/6/10）。映画『就職戦線異状なし』主題歌など。
3. もう恋なんてしない (4:32)
5thシングル（1992/5/25）。日本テレビ系土曜グランド劇場『子供が寝たあとで』主題歌。
4. 2つの願い (4:42)
11thシングル（1994/5/25）
5. NG (4:42)
1stシングル（1990/10/25）
6. MILK (5:10)
4thアルバム『SELF PORTRAIT』（1993/10/31）収録曲。
7. 冬がはじまるよ (3:49)
4thシングル（1991/11/10）、サッポロビール冬季限定「冬物語」CMソング。
8. 北風 〜君にとどきますように〜 (5:32)
6thシングル（1992/10/25）。デビューアルバム収録曲「北風」のリメイク。
9. 彼女の恋人 (5:25)
7thシングル（1993/4/25）
10. ANSWER (5:08)
2ndシングル（1991/4/25）。NTV系ドラマスペシャル『冬の運動会』（2005/1/4放送）エンディング・テーマ。
11. 僕の彼女はウェイトレス (5:10)
2ndアルバム『君は誰と幸せなあくびをしますか。』（1991/9/25）収録曲。
※音楽が途中でストップする。
12. SPY (4:34)
12thシングル、TBS系木曜ドラマ『男嫌い』主題歌。
13. ズル休み (5:36)
9thシングル（1993/10/1）。2ヶ月連続シングル・リリース第2弾（第1弾は「No.1」）
14. どうしようもない僕に天使が降りてきた (3:59)
15thシングル（1996/9/25）。NTV系『TVおじゃマンボウ』エンディング・テーマ。
15. 雪に願いを (4:41)
10thシングル（1993/11/28、リカット作品）。TBS系'93冬キャンペーン・ソング。
16. 遠く遠く (4:36)
3rdアルバム『君は僕の宝物』（1992/6/25）収録曲。2001年と2006年にセルフカヴァーを発表している。

## 関連作品
- “SMILING 2” 〜THE BEST OF NORIYUKI MAKIHARA〜
- “SMILING 3” 〜THE BEST OF NORIYUKI MAKIHARA〜
- SMILING BOX 〜THE BEST OF NORIYUKI MAKIHARA〜
- SMILING GOLD 〜THE BEST & BACKING TRACKS〜